# Ignazio Giunti
Ignazio Francesco Giunti (* 30. August 1941 in Rom; † 19. Januar 1971 in Buenos Aires) war ein italienischer Automobilrennfahrer.

## Karriere
Giunti debütierte wie sein Teamkollege Clay Regazzoni 1970 für Ferrari in der Formel 1. Ein vierter Rang beim Großen Preis von Belgien 1970 war sein einziges Resultat in den Punkterängen.
Giunti nahm zudem an Touren- und an Sportwagenrennen teil. In Diensten von Ferrari verunglückte er beim 1000-km-Rennen von Buenos Aires 1971 tödlich. Jean-Pierre Beltoise blieb aufgrund Kraftstoffmangels mit seinem Matra liegen und wollte sein Fahrzeug zum Auftanken quer über die Strecke an die Box schieben. Mike Parkes konnte noch ausweichen, der dicht dahinter folgende Giunti traf den Matra. Die Wagen gingen in Flammen auf, Giuntis Haut wurde bis zu 70 % verbrannt. Er starb im Krankenhaus.

## Statistik

### Le-Mans-Ergebnisse
| Jahr | Team              | Fahrzeug         | Teamkollege     | Platzierung            | Ausfallgrund     |
| ---- | ----------------- | ---------------- | --------------- | ---------------------- | ---------------- |
| 1966 | ASA               | ASA RB613        | Spartaco Dini   | Ausfall                | Kupplungsschaden |
| 1968 | Autodelta SpA     | Alfa Romeo T33/2 | Nanni Galli     | Rang 4 und Klassensieg |                  |
| 1970 | SpA Ferrari SEFAC | Ferrari 512S     | Nino Vaccarella | Ausfall                | Motorschaden     |

### Sebring-Ergebnisse
| Jahr | Team                 | Fahrzeug         | Teamkollege    | Teamkollege     | Platzierung | Ausfallgrund  |
| ---- | -------------------- | ---------------- | -------------- | --------------- | ----------- | ------------- |
| 1969 | Autodelta S.P.A.     | Alfa Romeo T33/3 | Nanni Galli    |                 | Ausfall     | Reifenschaden |
| 1970 | Ferrari S.P.A. SEFAC | Ferrari 512S     | Mario Andretti | Nino Vaccarella | Gesamtsieg  |               |

### Einzelergebnisse in der Sportwagen-Weltmeisterschaft
| Saison | Team                             | Rennwagen                                 | 1   | 2   | 3   | 4   | 5   | 6   | 7   | 8   | 9   | 10  | 11  | 12  | 13  | 14  | 15  | 16  | 17  | 18  | 19  | 20  | 21  | 22  |
| ------ | -------------------------------- | ----------------------------------------- | --- | --- | --- | --- | --- | --- | --- | --- | --- | --- | --- | --- | --- | --- | --- | --- | --- | --- | --- | --- | --- | --- |
| 1963   | Ignazio Giunti                   | Alfa Romeo Giulietta SZ Alfa Romeo Giulia | DAY | SEB | SEB | TAR | SPA | MAI | NÜR | CON | ROS | LEM | MON | WIS | TAV | FRE | CCE | RTT | OVI | NÜR | MON | MON | TDF | BRI |
| 1963   | Ignazio Giunti                   | Alfa Romeo Giulietta SZ Alfa Romeo Giulia |     |     |     | DNF |     |     |     | 63  |     |     |     |     |     |     |     |     |     |     |     |     |     |     |
| 1964   |                                  | Alfa Romeo Giulietta                      | DAY | SEB | TAR | MON | SPA | CON | NÜR | ROS | LEM | REI | FRE | CCE | RTT | SIM | NÜR | MON | TDF | BRI | BRI | PAR |     |     |
| 1964   |                                  | Alfa Romeo Giulietta                      |     |     | 51  |     |     |     |     |     |     |     |     |     |     |     |     |     |     |     |     |     |     |     |
| 1965   | Ignazio Giunti                   | Alfa Romeo Giulia                         | DAY | SEB | BOL | MON | MON | RTT | TAR | SPA | NÜR | MUG | ROS | LEM | REI | BOZ | FRE | CCE | OVI | NÜR | BRI | BRI |     |     |
| 1965   | Ignazio Giunti                   | Alfa Romeo Giulia                         |     |     |     |     |     |     | DNF |     |     |     |     |     |     |     |     |     |     |     |     |     |     |     |
| 1966   | ASA Autodelta                    | ASA RB613 Alfa Romeo GTA                  | DAY | SEB | MON | TAR | SPA | NÜR | LEM | MUG | CCE | HOK | SIM | NÜR | ZEL |     |     |     |     |     |     |     |     |     |
| 1966   | ASA Autodelta                    | ASA RB613 Alfa Romeo GTA                  |     |     |     |     |     |     | DNF | 3   |     |     |     |     |     |     |     |     |     |     |     |     |     |     |
| 1967   | Autodelta                        | Alfa Romeo T33 Alfa Romeo GTA             | DAY | SEB | MON | SPA | TAR | NÜR | LEM | HOK | MUG | BRH | CCE | ZEL | OVI | NÜR |     |     |     |     |     |     |     |     |
| 1967   | Autodelta                        | Alfa Romeo T33 Alfa Romeo GTA             |     |     |     |     | DNF |     |     |     | DNF |     |     |     | 17  |     |     |     |     |     |     |     |     |     |
| 1968   | Autodelta Alfa Romeo Deutschland | Alfa Romeo T33                            | DAY | SEB | BRH | MON | TAR | NÜR | SPA | WAT | ZEL | LEM |     |     |     |     |     |     |     |     |     |     |     |     |
| 1968   | Autodelta Alfa Romeo Deutschland | Alfa Romeo T33                            |     |     |     |     | 2   | 5   |     |     |     | 4   |     |     |     |     |     |     |     |     |     |     |     |     |
| 1969   | Autodelta Alfa Romeo Deutschland | Alfa Romeo T33                            | DAY | SEB | BRH | MON | TAR | SPA | NÜR | LEM | WAT | ZEL |     |     |     |     |     |     |     |     |     |     |     |     |
| 1969   | Autodelta Alfa Romeo Deutschland | Alfa Romeo T33                            |     | DNF |     |     | DNF |     | DNF |     |     | 22  |     |     |     |     |     |     |     |     |     |     |     |     |
| 1970   | Ferrari                          | Ferrari 512S                              | DAY | SEB | BRH | MON | TAR | SPA | NÜR | LEM | WAT | ZEL |     |     |     |     |     |     |     |     |     |     |     |     |
| 1970   | Ferrari                          | Ferrari 512S                              | DNF | 1   |     | 2   | 3   | 4   | DNF | DNF | 3   | DNF |     |     |     |     |     |     |     |     |     |     |     |     |
| 1971   | Ferrari                          | Ferrari 312PB                             | BUA | DAY | SEB | BRH | MON | SPA | TAR | NÜR | LEM | ZEL | WAT |     |     |     |     |     |     |     |     |     |     |     |
| 1971   | Ferrari                          | Ferrari 312PB                             | DNF |     |     |     |     |     |     |     |     |     |     |     |     |     |     |     |     |     |     |     |     |     |